# Aysha bonaldoi
Aysha bonaldoi är en spindelart som beskrevs av Antonio D. Brescovit 1992. Aysha bonaldoi ingår i släktet Aysha och familjen spökspindlar. Inga underarter finns listade.